# Tótszállás
Tótszállás település Romániában, Szilágy megyében.

## Fekvése
Zsibótól délkeletre, a csákigorbói úton, Szurduk és Csákigorbó közt fekvő település.

## Története
Tótszállás nevét 1554-ben említette először oklevél Tothzallas néven.
1600-ban Toth Szállás, 1733-ban Briglezii, 1750-ben Büglecz, Tótszállás, 1760-ban Toth Szállás, 1808-ban Tótszállás, Bliglicz néven írták.
Kezdettől fogva a Kolozs megyei Almás várához tartozott.
1554-ben Somi Anna, Balassa Imre özvegye a birtok negyedrészét férjére, Patócsi Boldizsárra hagyta.
Birtokosai az 1500-as években ugyanazok voltak, mint Csáki-Gorbónak, melyhez tartozott.
A Kendy családbeliek közti 1590. évi osztozkodás szerint csupán Kendy Istvánnak jutott 1 jobbágy.
1595-ben Báthory Zsigmond a hűtlenségbe esett néhai Kendy Gábor itteni birtokrészét Bocskai Istvánnak adományozta.
1600-ban Mihály vajda a hűtlenségbe esett Bocskai István itteni részét Csáky Istvánnak adományozta.
1632-ben Csáky István itteni részének egyharmadát annak hűtlensége miatt a fejedelem elfoglalta, a másik két rész azonban gyermekeire: Csáky Ferencre és Annára maradt.
1694-ben Tótszállást Csáky László birtokának írták.
1696-ban török hódoltsági falu volt.
A falu első lakói tótok voltak, akik később elrománosodtak.
1836 körül új tót letelepedők érkeztek a településre az itt létesített cukorgyártás és selyemhernyó-tenyésztés céljából, akiket báró Jósika Jánosné hozott a Szepességből. Később ezek utódai is teljesen elrománosodtak.
1840-ben Jósika Miklós birtoka, akinek itt cukorrépaföldje és cukorgyára is volt.
1898-ban birtokosai, báró Jósika Sámuelné báró Jósika Irén és Jósika Miklós, a regényíró unokája, 782 holdat örököltek Jósika Gyulától.
A 20. század elején Szolnok-Doboka vármegye Csákigorbói járásához tartozott.
1910-ben 449 lakosából 10 magyar, 5 német, 434 román, illetve 430 görögkatolikus, 10 református, 5 izraelita volt.
1974-ben Surduk (Szurduk) község faluja.

## Hagyományok, népszokások
A 20. század elején még élő hagyományok, népszokások a községben:
- Szent György napján való öntözés.
- Újév éjszakáján szalmabábot tettek a férjhezadó leányosházak tetejére vagy a kapufélfára.
- Ruházatukat házilag állították elő gyapjúból, kenderből s kivétel nélkül bocskort hordtak.
- Élelmük a „tengerikenyér” (kukoricakenyér) volt, melyet kerti veteményekkel, napraforgóból és tökmagból származó olajjal készült ételekkel fogyasztottak.
- Épületeik oldala fából készült, szalmafedéllel.